# Tyreke Evans
Tyreke Jamir Evans, född 19 september 1989 i Chester, Pennsylvania, är en amerikansk basketspelare (guard/small forward). 
Tyreke Evans spelade collegebasket för University of Memphis och valdes som fyra i NBA-draften 2009 av Sacramento Kings. Efter debutsäsongen 2009/2010, blev Evans utnämnd till NBA Rookie of the Year.

## Priser och meriter
- NBA Rookie of the Year: 2010
- NBA All-Rookie First Team: 2010
- NBA Rookie Challenge MVP: 2010
- McDonald's All-American Game MVP: 2008